# QR Andromedae
QR Andromedae ist ein Bedeckungsveränderlicher Stern im Sternbild Andromeda in einer Entfernung von etwa 12000 Lichtjahren. 
Das System ist auch eine Superweiche Röntgenquelle, welche mit dem ROSAT-Satelliten beobachtet wurde.
Das System zeigt im visuellen Bereich eine Schwankung der Helligkeit von etwa 0,5 Magnituden mit einer Periode von knapp 16 Stunden. Es ist eine der nächsten und hellsten superweichen Röntgenquellen. Es besteht vermutlich aus einem relativ massearmen Stern mit 30 bis 50 % der Sonnenmasse, welcher Materie an einen kompakten Stern verliert, bei dem es sich vermutlich um einen Weißen Zwerg handelt. Das System ist also wechselwirkend und die weiche Röntgenstrahlung entsteht wohl bei der Akkretion durch den kompakten Stern.